# Scandinavian Journal of Food and Nutrition
Scandinavian Journal of Food and Nutrition är en tidskrift som tidigare publicerades under namnen Näringsforskning (1957–1991) och Scandinavian Journal of Nutrition (1992–2001). Tidskriften är specialiserad på närings- och näringsrelaterad forskning inom Skandinavien och riktar sig till människor som är involverade i näringsrelaterad forskning och information, dietister, läkare, tandläkare och andra inom vårdyrket, lärare och journalister såväl som tillverkare inom livs- och läkemedelsindustrin. Den ges ut med fyra nummer per år, varav majoriteten av artiklarna publiceras på engelska. Tidskriften använder sig sedan 1992 av peer-review där några av Skandinaviens ledande experter inom näringslära fungerar som Editorial Board.